# Grumman JF Duck
Il Grumman JF Duck era un biplano monomotore anfibio prodotto dall'azienda statunitense Grumman Aircraft Engineering Corporation nella seconda metà degli anni trenta.
Impiegato per compiti di ricognizione, collegamento, soccorso e traino di bersagli a scopo addestrativo, rimase in servizio durante tutta la seconda guerra mondiale affiancato dal più recente Grumman J2F Duck.

## Storia del progetto
Sulla scorta del recente successo ottenuto con il caccia FF, la Grumman si concentrò sulla realizzazione di un velivolo anfibio che sfruttasse le moderne e brillanti soluzioni utilizzate sul progetto precedente.
Con l'obiettivo di realizzare un sostituto per il Loening OL allora in servizio, nel 1932 l'azienda di Long Island sottopose il progetto del Model G-7 alla United States Navy ottenendo il contratto per la realizzazione di un prototipo al quale fu assegnata la designazione XJF-1.
Tale orientamento progettuale non fu, secondo alcune fonti, casuale: quando, nel 1929 (nel periodo della grande depressione) la Loening Aeronautical Engineering fu acquistata dalla Curtiss-Wright, diversi dipendenti (tra loro Leroy Grumman) fondarono la Grumman mentre Grover Loening diede origine alla nuova Grover Loening Aircraft Company in capo alla quale risalirebbe il progetto del nuovo velivolo, preso successivamente in carico dalla Grumman poiché la nuova Loening non era dotata di propri impianti produttivi.
Portato in volo nella primavera del 1933 (secondo alcuni il 24 aprile, secondo altri il giorno successivo, ma altri ancora indicano il 4 maggio) il velivolo della Grumman venne sottoposto ad una serie di prove valutative da parte delle autorità militari al termine delle quali, in ragione di prestazioni in ogni caso migliori rispetto a quelle dell'ormai anziano predecessore, non tardò ad aggiudicarsi una prima commessa per 27 esemplari; le prime consegne ebbero luogo alla fine del 1934 ma la consegna ai reparti operativi avvenne solamente nel corso del 1936.
Nel volgere di poco meno di due anni la produzione di serie raggiunse i 47 esemplari, suddivisa in tre diverse varianti che tra loro differivano prevalentemente in ragione dell'unità motrice impiegata. Nel corso del 1936 la Grumman sviluppò una nuova versione del velivolo che, malgrado le modifiche non fossero particolarmente significative, venne classificata come nuovo velivolo e ricevette la designazione ufficiale di J2F.

## Tecnica

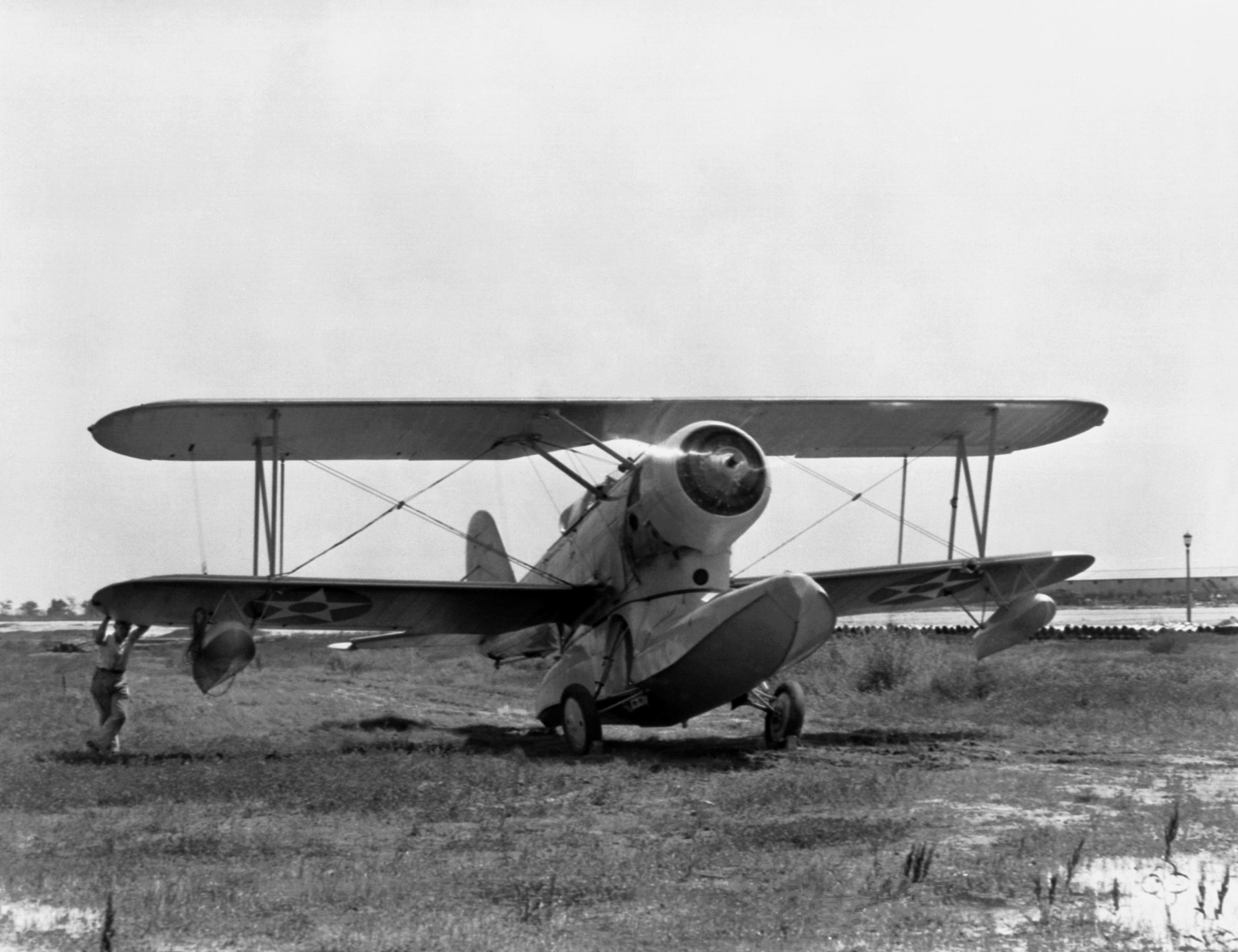
Un Duck, nella variante JF-1, in una foto scattata presso il Langley Research Center, sede del National Advisory Committee for Aeronautics, ad Hampton.

### Struttura
Realizzato interamente in lega leggera, il Grumman JF aveva la fusoliera di sezione circolare con rivestimento lavorante mentre le ali, dotate su entrambi i piani di superfici di controllo tra loro collegate mediante montanti, avevano rivestimento in tela. Le ali erano di uguale misura, tra loro scalate e collegate da un montante ad "N" rovesciata. Gli impennaggi erano classici (con l'equilibratore posto alla base della deriva), di tipo monoplano.
L'abitacolo prevedeva cappottatura vetrata, di tipo scorrevole e la disposizione in linea dell'equipaggio; questo poteva essere composto da due o tre persone (il pilota era disposto davanti, seguito da un eventuale osservatore e quindi dal marconista/mitragliere) in relazione al tipo di missione.
Sotto la fusoliera era disposto il galleggiante centrale: nella zona di collegamento tra la struttura ed il galleggiante era possibile alloggiare due passeggeri mentre nella parte più bassa erano contenuti un serbatoio di carburante e gli elementi del carrello d'atterraggio: le due gambe anteriori (monoruota) si ritraevano, sollevando i bracci inferiori, con movimento quasi verticale fino ad alloggiare in un'apposita scanalatura ricavata nel fianco del galleggiante. Due galleggianti stabilizzatori erano disposti, uno per lato, in prossimità delle estremità alari.

### Motore
Dotato in tutte le versioni di motore radiale, il Grumman JF impiegò sul prototipo e sulla prima versione di serie (JF-1) il motore Pratt & Whitney R-1830 "Twin Wasp" (un 14 cilindri a doppia stella), capace di sviluppare la potenza di 700 hp (pari a 522 kW).
Le versioni JF-2 e JF-3 furono invece equipaggiate con il motore Wright R-1820 "Cyclone 9" (come evidenziato nella denominazione si trattava di un 9 cilindri, in questo caso disposti a singola stella) in grado di sviluppare una potenza maggiore (720 e 750 hp rispettivamente nelle due diverse versioni).

### Armamento
Sebbene non sempre impiegata, in base al tipo di missione il JF poteva essere equipaggiato con una mitragliatrice brandeggiabile a disposizione del marconista, posizionata all'estremità posteriore della cabina di pilotaggio: l'arma prevista era una Browning M1919 calibro .30 in.
Sotto le ali era prevista l'installazione di rastrelliere per il trasporto di bombe o cariche di profondità per un peso massimo di 650 lb (pari a circa 295 kg).

## Impiego operativo
Il Grumman JF operò praticamente su tutti i teatri della seconda guerra mondiale, connotandosi come classico "cavallo da tiro", operando sia dalle basi che dalle portaerei della Marina statunitense in virtù della propria configurazione anfibia.
Non risultano esemplari venduti a forze armate straniere mentre, unitamente agli esemplari del successivo J2F, diverse macchine furono acquistate nel dopoguerra da privati e associazioni ed utilizzate come warbird.

## Versioni

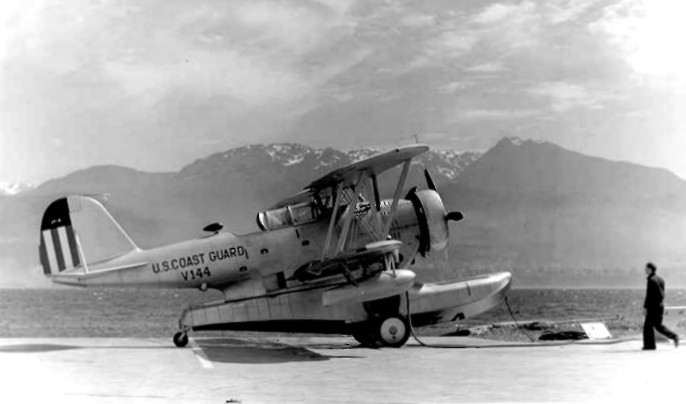
Un Duck, versione JF-2, della United States Coast Guard in una foto scattata a Port Angeles sul finire degli anni trenta.

I dati sulle versioni sono tratti da "www.uswarplanes.net", tranne dove diversamente indicato.
- XJF-1: prototipo, denominazione di fabbrica Model G-7. Costruito tra il 1932 ed il 1933. Montava un motore radiale Pratt & Whitney R-1830 da 700 hp[4] e fu utilizzato dall'U.S. Navy.
- JF-1: prima versione prodotta in serie, manteneva la designazione interna Model G-7. Ne furono realizzati 27 esemplari, per l'U.S. Navy, che differivano dal prototipo solo per l'installazione di un motore nella versione più recente (Pratt & Whitney R-1830-62). Due velivoli furono assegnati al corpo dei Marines;
- JF-2: versione analoga alla precedente (codificata dalla Grumman come Model G-9), presentava un nuovo aggiornamento nell'unità motrice che fu sostituita con il più potente Wright R-1820-102, da 720 hp[2]. Dei 15 aerei costruiti, 11 furono consegnati alla United States Coast Guard e 4 all'U.S. Navy;
- JF-3: lotto di 5 velivoli (identificati come Model G-10) dotati di motore Wright R-1820-80 da 750 hp[2]. Furono impiegati dall'U.S. Navy e dai Marines.

## Utilizzatori
Stati Uniti
- United States Navy
- United States Coast Guard
- United States Marine Corps

### Pubblicazioni
- (EN) Francis J. Allen, A Duck Without Feathers, in Air Enthusiast, n. 23, dicembre 1983-Marzo 1984,  pp. 46-55, 77-78.
- (EN) Advancing the Amphibian, in Flight, 28 marzo 1935,  p. 340. URL consultato il 23 maggio 2012.